# Jan Voerman

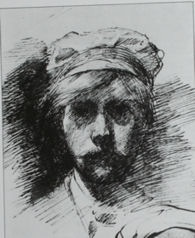
Jan Voerman - Autorretrato 1890

Jan Voerman ( Kampen, 25 de enero de 1857-Hattem, 25 de marzo de 1941 ), también conocido como Jan Voerman Sr., fue un pintor holandés, conocido por sus pinturas de paisajes a lo largo del recorrido del IJssel.

## Juventud y formación
Jan Voerman nació en Kampen; sus padres fueron Geesje Bos y Hendrik Voerman. El joven Jan se hizo amigo de Willem Bastiaan Tholen en la escuela primaria. Ambos dibujaron y amaron la naturaleza, y el padre de Tholen, que era pintor, los introdujo a la pintura a una edad temprana.
Cuando Jan Voerman dejó la escuela, tuvo que ayudar a su padre en la granja. Además de trabajar la tierra, estaba fascinado artísticamente por el paisaje y trató de dibujar los caballos y las vacas. De 1870 a 1875, CH Hein y FJ Buytendijk fueron sus profesores de arte en la escuela de dibujo de la ciudad de Kampen, donde Voerman tomaba clases nocturnas. JD Belmer, profesor de arte en la HBS en Kampen, le enseñó a pintar y un tío de Jan proporcionó el apoyo financiero necesario.
En 1876 los dos amigos fueron admitidos simultáneamente en la Rijksacademie de Ámsterdam, donde recibieron lecciones de pintura de August Allebé, entre otros. Voerman estudió allí de 1876 a 1880 y de 1881 a 1883. En la Real Academia de Bellas Artes de Amberes siguió cursos de verano e invierno en 1880-1881, con Karel Verlat.  Al regresar a Ámsterdam de 1881 a 1883, se le dio un palco en la academia para practicar su arte de forma independiente. En 1883 abandonó la academia y pasó a trabajar para el marchante de arte Buffa, sin estar vinculado por un contrato. Pintó paisajes, escenas de género, bodegones de flores y paisajes urbanos. También se convirtió en miembro de la asociación de artistas Arti et Amicitiae. Su primer trabajo libre de esos años muestra claramente la influencia de sus maestros académicos Allebé y Verlat.

## Trayectoria

### Ámsterdam
En 1885, Voerman se trasladó al antiguo estudio de Jozef Israels, en Rozengracht, 66, en Ámsterdam y pronto entró en contacto con artistas como Eduard Karsen, Isaac Israels y Breitner. Hizo muchas acuarelas de flores y paisajes de prados con ganado con un sesgo impresionista. En el verano de 1885 pintó con Tholen cerca de Kampen, donde tenía un pied-à-terre en el casco antiguo. En los años 1887/1888 pasó sus meses de verano en el pintoresco pueblo de Hattem.
A partir de 1885 Voerman en Ámsterdam produjo principalmente muchos paisajes urbanos con figuras humanas y la pintura suave y espontánea comenzó a ganar terreno a su anterior meticulosidad. Ya no elaboraba las figuras enfáticamente, sino que las incorporaba al todo como partes coloreadas. En pinturas como Noordermarkt, Verduleros, Jordaanvrouwtjes y Burial, la ejecución impresionista del motivo suplantó su elaborado detalle original. Obtuvo el premio Willink van Collen de 700 florines con Livestock in the Pasture. Junto con su alumno Jan Verkade, trabajó a menudo fuera de la ciudad, incluso en Nunspeet y Kampen. También realizaron muchos estudios a la acuarela en la residencia de los Verkades, en los que también participó su segundo alumno, Augustine Obreen. En 1889, Jan Voerman fue aceptado como miembro de Hollandsche Teeken-Maatschappij, que estimuló la pintura de acuarela a través de exposiciones frecuentes; Mesdag le compró allí una acuarela para su colección.

### En Hattem
El 1 de octubre de 1889, Voerman se casó con Anna Henriette Gezina Verkade, hija de Ericus Gerhardus Verkade, fundador de la empresa Verkade en Zaandam, y de Eduarda Thalia Koning. Había llegado a conocer a Anna Verkade a través de su hermano Jan Verkade (que más tarde se convertiría en un pintor religioso, el padre Verkade), que había sido su "alumno" en Ámsterdam durante varios años. La pareja recién casada pronto se trasladó a Hattem, donde tuvieron que vivir en un piso superior estrecho con su primer hijo, Jan Voerman Jr. (1890-1976), quien más tarde se convirtió en pintor y fue conocido como ilustrador de muchas imágenes de Verkade. 
Después Voerman pudo tener estudio en Hattem, donde podía pintar con buena luz. El mismo Voerman llamó a esta época su 'período teórico', en el que se esforzó por lograr la mayor pureza posible de expresión emocional. En 1892, F. Tessaro agente del marchante de arte Frans Buffa en Zonen de Ámsterdam vino a ver sus obras recientes y en 1894 organizó una exposición individual de su obra en la famosa sala de exposiciones de Arti et Amicitiae. Poco después, Voerman fue invitado a participar en su primera Bienal en la que presentó dos obras.

### Vida en la orilla del IJssel
En 1895-96, Voerman hizo que el arquitecto De Bazel le diseñara una casa sobria y sólida para un terreno que ahora poseía, en Geldersedijk en Hattem, desde donde tenía una vista panorámica sobre el río IJssel con sus llanuras aluviales y cientos de vacas. A partir de ese momento, Voerman pintó sus muchas vistas del IJssel, en colores pálidos y refinados bajo cielos altos y nublados. Su primer hijo recibió su primera caja de pintura en el mismo año, lo que ya experimentaba como una tarea y una cierta 'carga' cuando era niño.
En 1897, Voerman padre hizo construir un taller separado en la parte trasera del gran jardín, para poder aislarse lo suficiente de la familia, ahora que tenía cinco hijos. El primer piso con una gran vista del IJssel se convirtió en su propio dominio. Su hijo Jan más tarde obtendría la planta baja como lugar de trabajo. Buffa organizó una segunda exposición individual para él en Ámsterdam y un crítico describió su trabajo como "la apoteosis clásica del impresionismo ". Siguió otra exposición en 1898, en honor a la coronación de la reina Guillermina. Ambas exposiciones le dieron mucho aprecio a Voerman. A partir de entonces los compradores de arte vinieron a visitarlo personalmente en su estudio en Hattem.

### Después de 1900
A partir de 1902, un nuevo tema se le presentó a Voerman: las vistas de los bosques, a las que él mismo también se refiere como 'bosques'. Los pintaba in situ en el bosque alrededor de Hattem, en Trijselenberg y en la finca Molecaten. Alrededor de 1904, Voerman comenzó a experimentar durante un tiempo exclusivamente con pintura al óleo y, por lo tanto, realizó pocas obras definitivas; quería lograr una transparencia comparable en pintura al óleo como en sus acuarelas sobre papel. Unos años más tarde, Voerman expandió su propio territorio en el IJssel y se hizo construir algunos estudios más. Entre 1910 y 1917 pintó diversos temas, como arbustos, bordes de bosques, setos, y también todo tipo de variaciones sobre su conocido tema 'Valle del IJssel'.
En 1925 una gran parte de Borculo fue destruida por un torbellino de varios kilómetros de ancho. Esto llevó a Voerman a pintar una serie de lienzos y paneles expresionistas, en los que cielos de colores brillantes (sobre Hattem) ilustraban el drama de Borculo; estas pinturas son una reminiscencia de las obras del pintor inglés William Turner .
En 1929 volvió a realizar estudios de bosques en la arboleda de Miss Jonker, ubicada alrededor de la casa de Velthuys, que también fue construida por el arquitecto De Bazel. Sus ojos empeoraron gradualmente; en 1935 ya no pudo pintar. Durante el comienzo de la Segunda Guerra Mundial, el viejo Voerman todavía fue evacuado a Wezep; de regreso en Hattem, murió allí el 25 de marzo de 1941.

## Estilo y método
Voerman es a menudo retratado como el pintor de 'las tranquilas vistas del IJssel'. Sin embargo, ese nombre hace su obra demasiado limitada. Voerman, por otro lado, poseía la capacidad de trabajar en diferentes estilos o enfoques en un mismo período. Por ejemplo, sus óleos y acuarelas del mismo período parecen haber sido realizados por dos artistas diferentes.
Sus obras también cambiaban constantemente, pues después de alcanzar cierto enfoque siguió desarrollándose en busca de algo nuevo. También es comprensible que Voerman nunca se uniera a ningún movimiento artístico. Tampoco puede ser colocado bajo una escuela; ni la Escuela de La Haya ni la Escuela de Ámsterdam, con Breitner, el joven Isaac Israëls o Witsen, con quien sí tuvo un contacto intenso en su juventud. Tessaro, del concesionario de arte Buffa, solía tener grandes dificultades con la imprevisibilidad de Voerman y, a veces, rechazaba muchas de sus obras; aunque los entusiastas del trabajo de Voerman esperaban nuevos suministros. El público comprador aparentemente tuvo menos problemas con él, o simplemente buscó su propio gusto.
En su serie de acuarelas sobre un 'frasco de jengibre con flores', Tessalo comentó que uno: 'no podía entenderlo'; pensaba que eran demasiado planas. 
En cualquier caso, Jan Veth pronto reconoció el carácter cambiante de Jan Voerman, a pesar de sus temas recurrentes; escribió alrededor de 1892-94:
'A lo largo de casi toda la obra de Voerman hay una vacilación entre la suavidad y la fuerza, entre la ternura de su despreocupación y lo decidido... El pintor de esas flores en jarrones y de esas flores en jarrones otra vez, de esos prados austeros y de esos prados austeros otra vez es ante todo un outsider y un espectador, y la obra de tal persona no parte de una idea sino de un sentimiento que fluye. 
La esposa de Voerman, Anna, describió su lujuria experimental en una carta (¿c. 1890-92?) a su madre de la siguiente manera:
'Nadie sabe qué sabe qué autocontrol y cuánta firmeza de voluntad tomó para estudiar así, dos años completos sin ningún resultado visible. Ha hecho estudios, tan secos, tan aburridos, tan carentes de la llamada elegancia o cualidades pictóricas (porque él puede hacer eso), que uno al verlos; debe pensar: '¿Es la obra de un Voerman'?

Pero el objetivo era volver a ser completamente natural de nuevo, tanto en el color como en la forma, volver a ser un niño y volver a empezar, por así decirlo, para luego, sin miedo a los excesos, poder dejarse llevar de nuevo por las fantasías y sin embargo mantener eso de manera natural sin esfuerzo aparente. 

## Obra en colecciones públicas (selección)
Muchas de sus obras se pueden ver en el Museo Voerman de Hattem, así como de su hijo, Voerman junior. Sus obras también se encuentran en las colecciones del Rijksmuseum de Ámsterdam, el Museo de Fundatie en Zwolle, el Museo Drents y el Museo Stedelijk Zutphen.

## Galería de obras

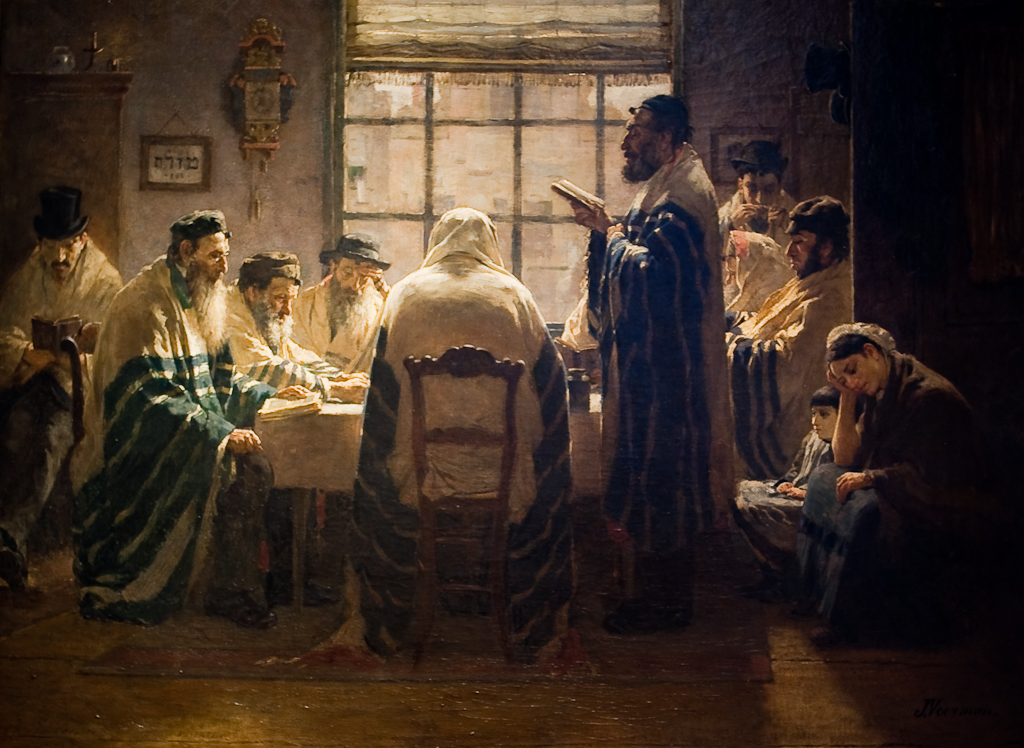
Los Días de Luto / Los Días de Luto, c. 1884, óleo sobre tabla
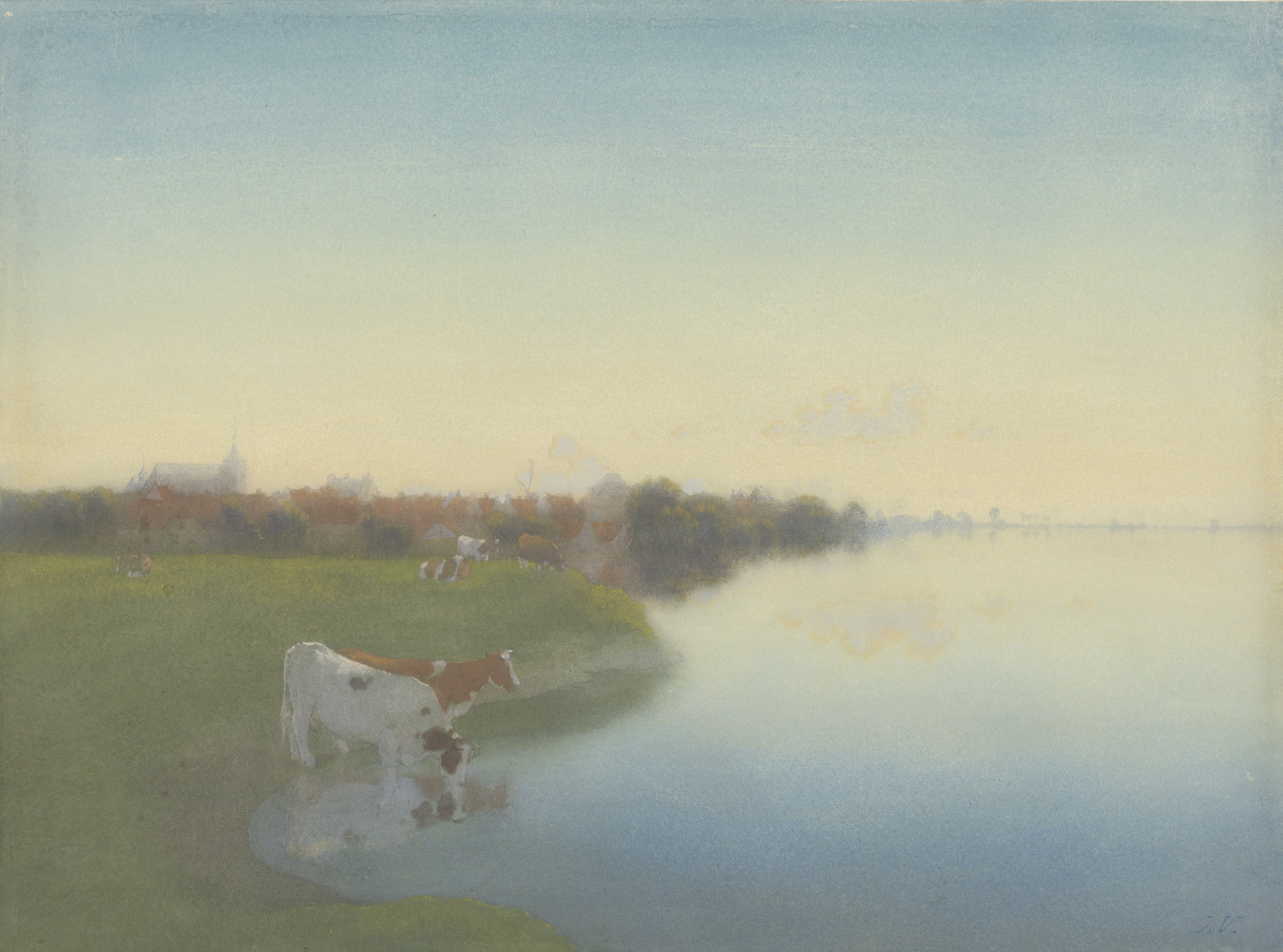
Banco del IJssel cerca de Hattem, c. 1900, acuarela sobre papel
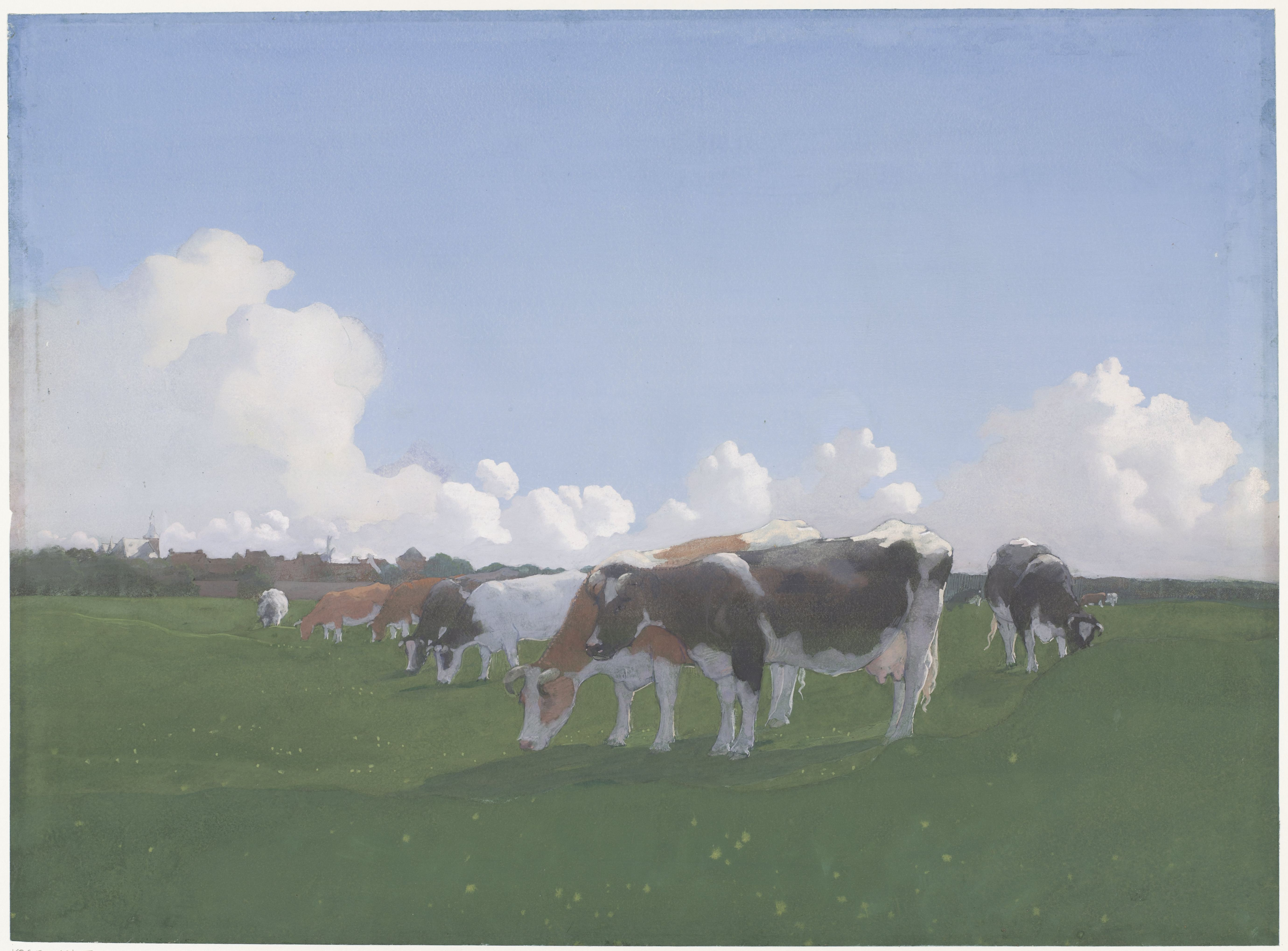
Vacas pastando en un pasto, c. 1900, acuarela sobre papel
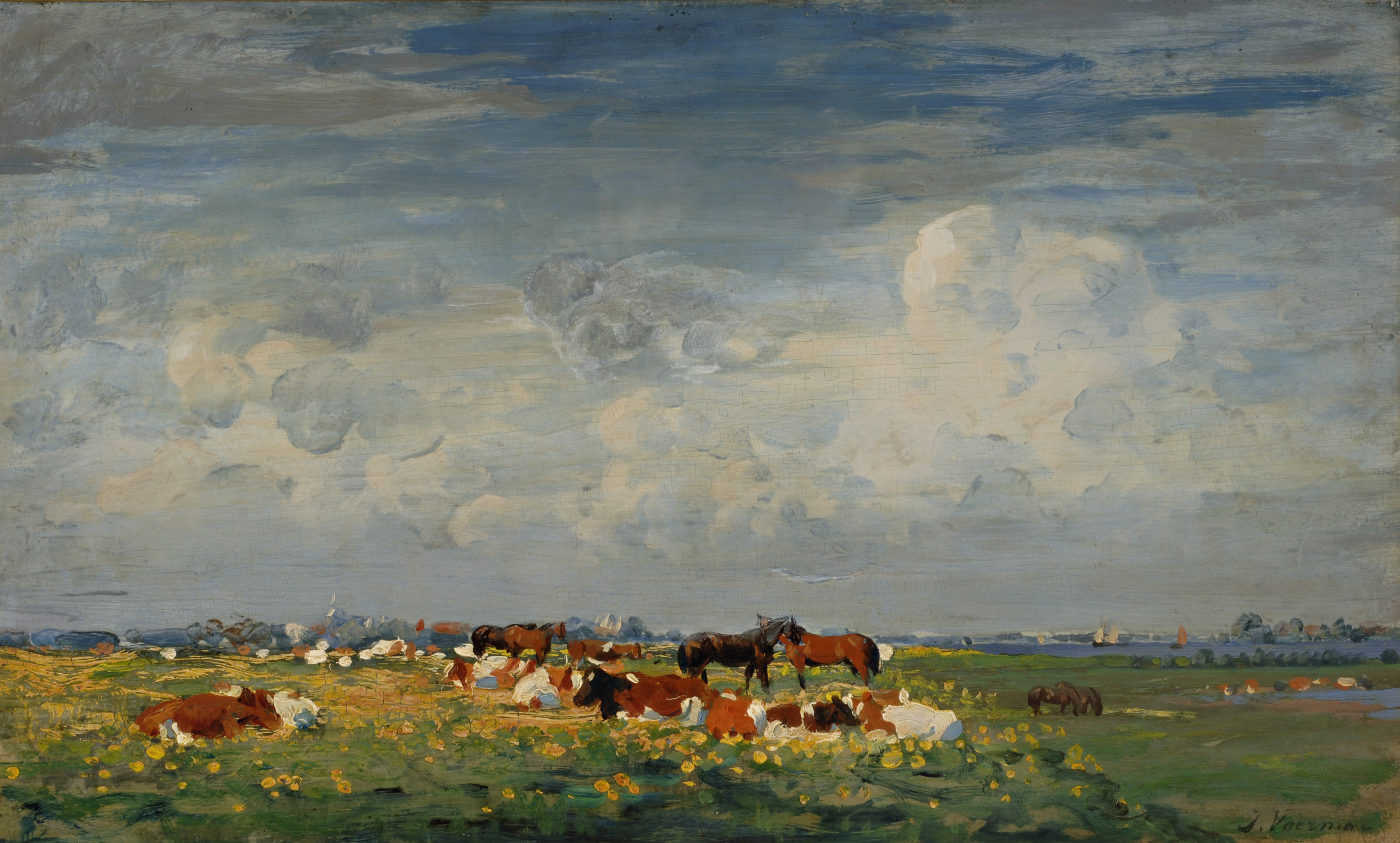
Paisaje de pradera de verano en el IJssel con vistas a Hattem, 1909, pintura al óleo
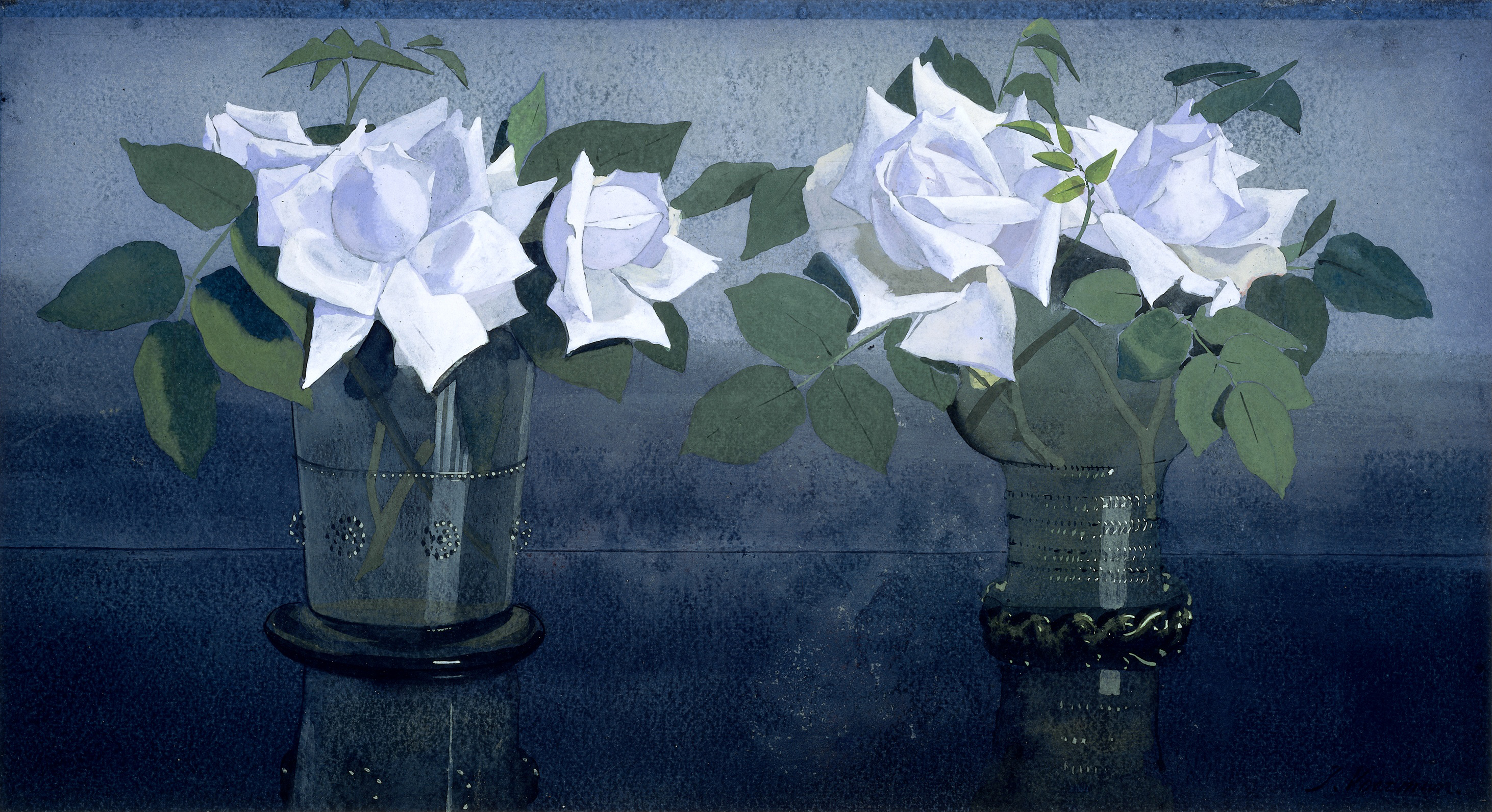
Rosas de La France en dos copas, antes de 1919, acuarela sobre papel
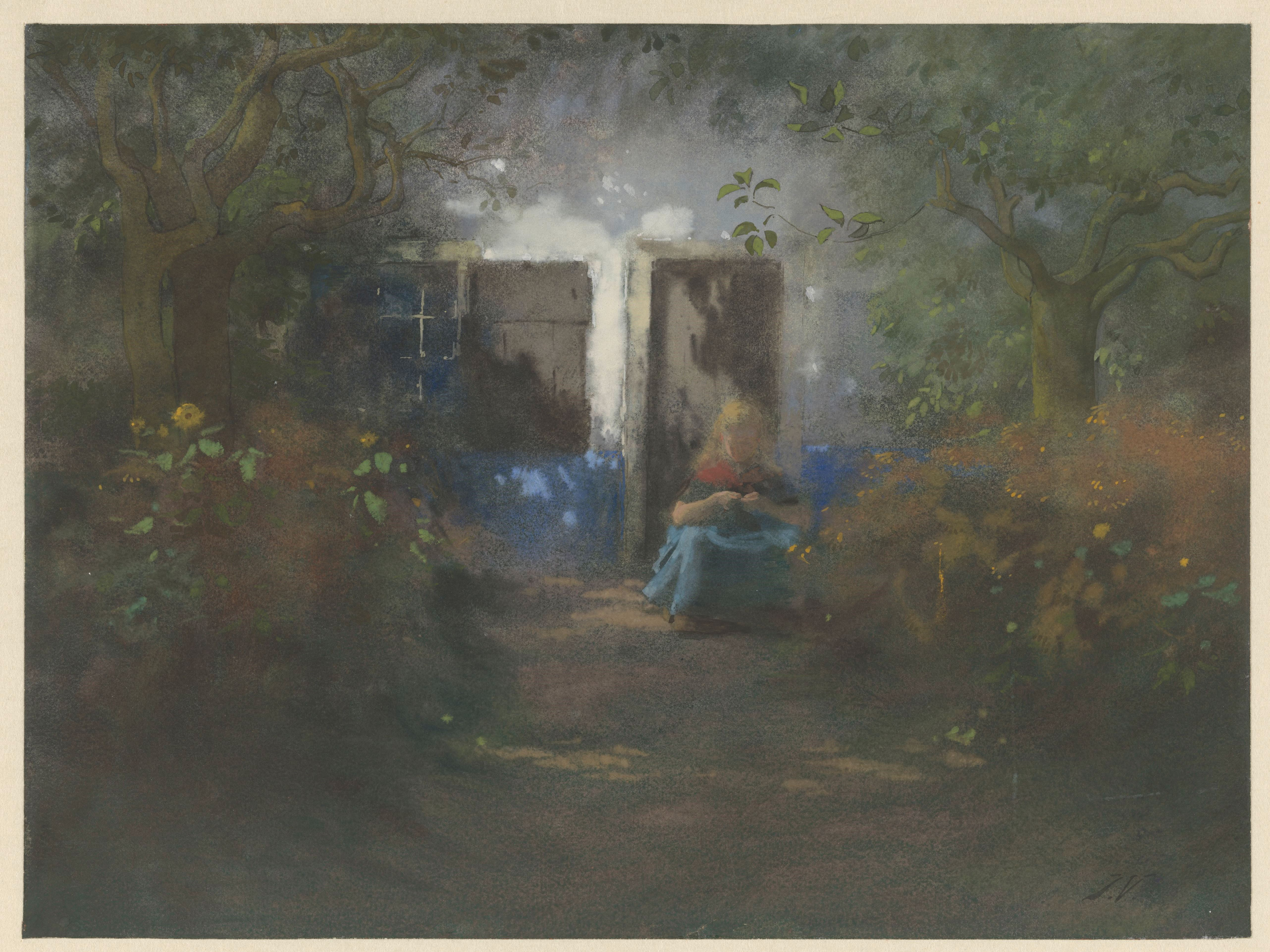
Idilio, antes de 1920, acuarela sobre papel
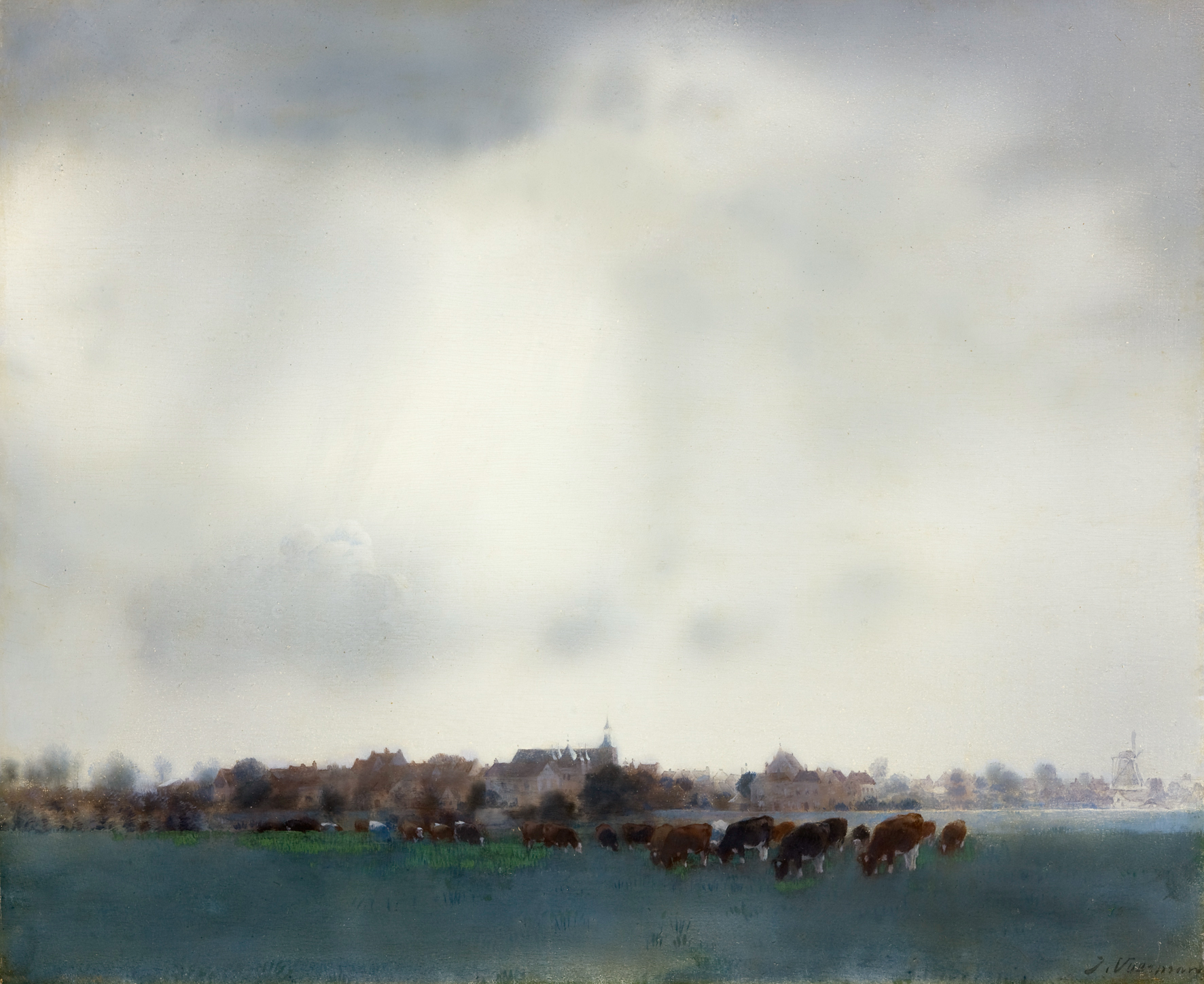
Vista de Hattem, ¿año?, óleo sobre tabla

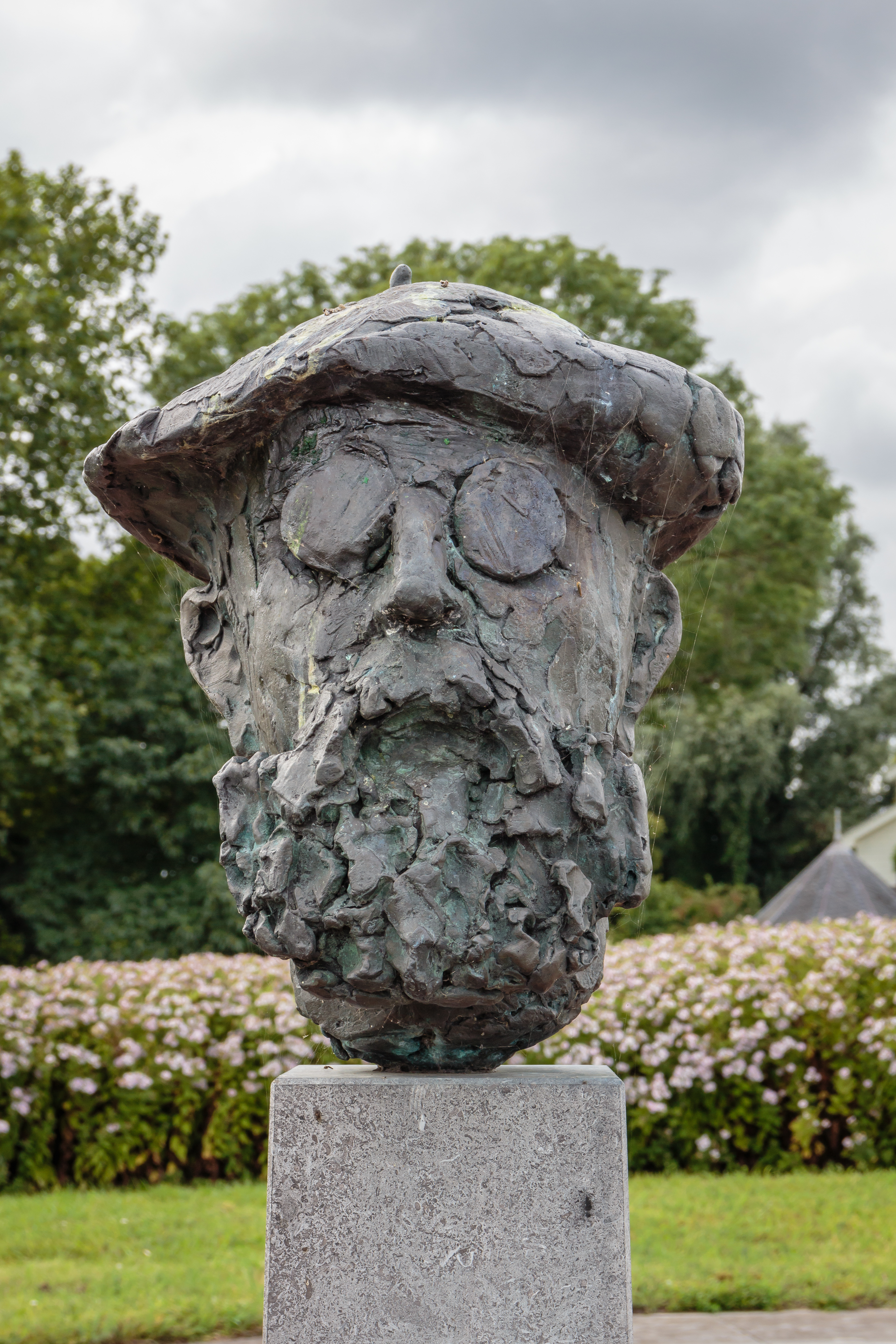
Hattem, Jan Voerman. Obra de Elisabeth Varga. Material: bronce.